# Xã Greenbrier, Quận Independence, Arkansas
Xã Greenbrier (tiếng Anh: Greenbrier Township) là một xã thuộc quận Independence, tiểu bang Arkansas, Hoa Kỳ. Năm 2010, dân số của xã này là 1.807 người.